# Geofizika
Geofizika je znanstvena veda, ki se ukvarja s fizikalnimi pojavi, povezanimi z Zemljo ter njeno ožjo okolico v Vesolju, poleg tega pojem označuje tudi preučevanje Zemlje s pomočjo kvantitativnih fizikalnih metod. Včasih se izraz geofizika uporablja samo v povezavi z geološko aplikacijo, na primer pri preučevanju oblike Zemlje, njenih magnetnih in gravitacijskih polj, notranje zgradbe in sestave, dinamike, procesov tektonike plošč, nastanka magem, vulkanizma ter procesov nastanka kamnin. V sedanjosti pa geofizika zajema tudi proučevanje hidroloških ciklov, dinamiko tekočin v oceanih in atmosferi, električnost in magnetizem ionosfere ter magnetosfere ter proučevanje vseh teh procesov na ostalih planetih ter njihovih satelitih.
Geofizika je kot svoja znanstvena disciplina bila prepoznana v 19. stoletju, v resnici pa njeni začetki segajo že v antično zgodovino. Prve kompase so v najzgodnejših zapisih omenjali na Kitajskem, v Indiji ter v Grčiji. Moderni magnetni kompasi so v uporabi od 4. st. pr. n. št., 132 let pr. n. št. pa je bil izdelan prvi seizmoskop. Prve geofizikalne metode so bile razvite v povezavi z navigacijo in pomorstvom. Isaac Newton je svojo teorijo mehanike povezal s ciklom plimovanja ter precesijo Zemlje. Pričel se je tudi razvoj instrumentov in metod, s katerimi je bilo mogoče izmeriti Zemljino obliko, gostoto, gravitacijsko in magnetno polje, … V 20. st. so se razvile geofizikalne metode s katerimi je bilo mogoče daljinsko raziskovanje trdne Zemlje in oceanov, geofizika je odigrala tudi pomembno vlogo pri razvoju teorije tektonike plošč.
Geofizika je pomembno orodje pri zadovoljevanju družbenih potreb po zalogah mineralnih surovin, preprečevanju in blaženju posledic naravnih nesreč ter varovanju okolja. Podatki geofizikalnih raziskav se uporabljajo pri iskanju in preučevanju možnih naftnih rezervoarjev, mineralnih zalog ter podzemne vode, pri iskanju arheoloških ostankov, pri določanju debeline ledenikov in prsti ter pri ocenjevanju primernih mest za sanacijo okolja. 

## Zgodovina
Geofizika je od sorodnih ved, kot so geologija, fizična geografija, astronomija, meteorologija in fizika odcepila od 19. stoletja. Mnogo geofizikalnih pojavov pa so znanstveniki preteklosti preučevali že od antičnih časov naprej.

### Antika in klasično obdobje
Magnetni kompas naj bi se prvič pojavil v 4. st. pr. n. št. na Kitajskem, ki so se uporabljali za potrebe feng shui-ja ter za navigacijo. V pomorstvu se je kompas pričel uporabljati šele po razvoju dobrih železnih igel, ki se niso tako hitro razmagnetile. Prve omembe kompasa v Evropi so od leta 1190 naprej.
Okoli 240 pr. n. št. je Eratosten iz Cirene prišel do sklepa, da je Zemlja okrogla, ter s pomočjo trigonometrije in kotov Sonca v različnih krajih v Egiptu izračunal Zemljin obseg. Poleg tega je razvil sistem zemljepisnih širin in dolžin.
En izmed najzgodnejših, če ne prvi seizmološki instrument je seizmoskop, ki ga je leta 132 razvil Zhang Heng. Njegov izum je bil posoda, na kateri je bilo osem zmajev in žab. Ob potresu je zmaju iz gobca v žabo padla kroglica. Na podlagi kroglic v žabah so lahko takratni znanstveniki ugotavljali smer potresa.

### Začetki v moderni znanosti
Pomembna izdaja iz področja geofizike, ki je označevala pričetek moderne znanosti, je bilo poročilo De Magnete avtorja Williama Gilberta, v katerem so bili opisani najrazličnejši poskusi iz področja magnetizma. Avtor je v poročilu prišel do sklepa, da kompasi kažejo proti severu, ker je Zemlja magnetna. 
Leta 1687 je Isaac Newton izdal Principia, ki je, poleg temeljev klasične mehanike ter gravitacije, razložila tudi vrsto geofizikalnih pojavov, med drugim plimovanje in precesijo.
Prvi seizmometer, ki je lahko neprekinjeno beležil seizmično aktivnost, je 1844 izdelal James Forbes.

## Fizikalni pojavi in aplikativna geofizika
Geofizika je izjemno interdisciplinarna veda, dognanja geofizikov predstavljajo pomemben prispevek k bazi znanja na vseh področjih zemeljskih znanosti. To poglavje je namenjeno opisu fizikalnih pojavov, ki jih proučuje geofizika, ter obrazložitvi njihove povezave z Zemljo ter njeno okolico.

### Gravitacija
Gravitacijski privlak Lune in Sonca povzroči nastanek dveh plim in osek vsak lunin dan, ki je dolg 24 ur in 50 minut. Plima in oseka se torej izmenjujeta na vsakih 12 ur in 25 minut.
Gravitacija je razlog, da višje ležeče kamnine s svojo težo pritiskajo na nižje ležeče kamnine, zaradi česa se slednjim premosorazmerno z globino povečuje gostota. Meritve gravitacijskega pospeška in gravitacijskega potenciala na Zemljinem površju se lahko uporabijo pri iskanju zalog mineralnih surovin. Površinsko gravitacijsko polje nam lahko nudi informacijo o dinamiki tektonskih plošč. Geoid predstavlja geopotencialno površino in je ena izmed definicij oblike Zemlje. 

### Toplotni tok
Ohlajanje Zemlje ima za posledico nastanek toplotnega toka, s katerim preko geodinama nastane Zemljino magnetno polje. Poleg tega je toplotni tok preko konvekcije v plašču razlog za premikanje tektonskih plošč. Glavni notranji vir toplote je razpad radiogenih izotopov, ostali viri pa so še ostanki akrecijske energije, plimovanje, gravitacijska diferenciacija, kemične reakcije ter tektonski, metamorfni in diagenetski procesi. Toplota se proti površini prenaša večinoma s procesom toplotne konvekcije, v litosferi ter na meji med jedrom in plaščem pa še prenaša s procesom prevajanja. Nekaj toplote je na površje prinešeno s »stebri« magme, ki izvirajo iz globljih delov plašča. Toplotni tok na Zemljinem površju znaša 4.2 × 1013 W in se ga lahko izkorišča kot vir geotermalne energije.

### Elastično valovanje
Seizmično valovanje je elastično valovanje, ki potuje skozi Zemljino notranjost ali po njeni površini. Premike tal, ki jih povzročajo seizmični valovi, se meri z uporabo seizmografi. Potresi ter eksplozije predstavljajo točkovni vir seizmičnih valov, ki jih zaznamo na potresnih opazovalnicah. V primeru, da je na voljo več zapisov istega vira seizmičnega valovanja iz različnih opazovalnic, se lahko določi lokacijo vira. Lokacije potresov lahko dajejo pomembno informacijo o tektoniki plošč ali o konvekciji v plašču.
Zapisi seizmičnih valov pa dajejo tudi pomembno informacijo o elastičnih lastnostih podpovršja regije, skozi katero so potovali. V primeru, da pride do hitrih sprememb v gostoti ali sestavi kamnine, skozi katero potuje seizmično valovanje, pride do odbojev seizmičnih valov, katere lahko z ustreznimi instrumenti zaznamo. Na podlagi odbitih seizmičnih valov se lahko ugotavlja zgradbo v zgornjih nekaj 100 metrih od površine. Globoko zgradbo Zemlje pa proučujemo s pomočjo refraktiranih seizmičnih valov.
Potresi ljudem predstavljajo grožnjo, zato je razumevanje mehanizmov različnih tipov potresov zelo pomembno za boljše določanje potresne nevarnosti ter za izboljševanje in razvoj novih metod v potresnem inženirstvu. 

### Električnost
V bližini Zemljine površine se nahaja električno polje velikosti  120 V/m. Trdna Zemlja ima značaj negativno nabite krogle, nasprotno pa je atmosfera pozitivno nabita, ker jo obstreljujejo kozmični žarki. V globalnem merilu električni tok velikosti približno 1800 A teče iz ionosfere navzdol na površino in preko Zemlje ter se v atmosfero vrača preko neviht v obliki strel. 
V geofizikalnih raziskavah se uporabljajo različne električne metode. Pri metodah inducirane polarizacije in električne upornostne tomografije je potreben dodaten električni tok, ki ga v zemljo dovajamo z uporabo dveh elektrod. Pri metodi lastnega potenciala pa z elektrodo preučujemo razliko v električnem potencialu glede na referenčno elektrodo. Med električne metode spada tudi merjenje telurskih tokov, iz gostote katerih lahko ugotavljamo spremembe v električni upornosti podpovršinskih struktur.

### Elektromagnetno valovanje
Elektromagnetna valovanja se pojavljajo v ionosferi, magnetosferi ter v Zemljinem tekočem zunanjem jedru. V slednjem prihaja do pojava geodinama, električni tokovi v visoko prevodnem tekočem železu z elektromagnetno indukcijo povzročajo nastanek magnetnih polj. 
Med pogostejše elektromagnetne metode, ki jih uporabljamo pri geofizikalnih raziskavah spada magnetotelurika.

### Magnetizem
Zemljino magnetno polje varuje planet pred škodljivimi učinki sončevih vetrov, od pojava prvih kompasov pa se uporablja tudi za navigacijo. Njegov nastanek je posledica obstoja geodinama v tekočem zunanjem jedru. 
Magnetno polje Zemlje ima obliko nagnjenega dipola, geomagnetni pol giblje v bližini geografskega pola ki se s časom spreminja, kar poznamo pod izrazom geomagnetna sekularna variacija. Večinoma se geomagnetni pol giblje v bližini geografskega pola, poznamo pa tudi obrate geomagnetnih polov, ko se polarnost geomagnetnega polja zamenja. Obdobja normalne (severni magnetni pol se nahaja v bližini južnega geografskega pola) in reverzne polarnosti (severni magnetni pol se nahaja v bližini severnega geografskega pola) se izmenjujeta v intervalih dolgih od 50.000 do 5 milijonov let. V zadnjih 83 milijonih let je nastopilo 184 intervalov, pri čemer se je zadnji obrat zgodil pred približno 41.000 leti. 
Geologi opazujejo geomagnetne obrate v magmatskih kamninah oceanske skorje, kjer so zapisani z naravno remanentno magnetizacijo. Posamezni intervali normalne ali inverzne polarnosti se izmenjujejo v obliki pasov magnetnih anomalij, ki so vzporedni centrom razširjanja oceanske skorje – oceanskim grebenom. Na podlagi teh pasov lahko sklepamo na hitrost in smer premikanja tektonskih plošč. Poleg tega se v magnetostratigrafiji podatki o magnetnih obratih lahko uporabljajo kot pripomoček za korelacijo kamnin, kar nam pomaga določevati geološka časovna obdobja in izdelovati geološke časovne lestvice.  

### Radioaktivnost
Radioaktivni razpad prispeva približno 80% k Zemljini notranji toploti, pri čemer poganja geodinamo ter tektoniko plošč. Največ toplote proizvajajo izotopi kalij-40, uran-238, uran-235 ter torij-232. Radioaktivni elementi se uporabljajo pri radiometričnem datiranju, ki je glavni pripomoček za določanje absolutne starosti v geokronologiji. Nestabilni izotopi imajo znane razpadne čase, tako lahko različne izotope uporabljamo za natančno določevanje starosti tako bližnjih, kot zelo oddaljenih dogodkov v različnih geoloških dobah.

### Dinamika tekočin
Na Zemlji se gibanje tekočine pojavlja v magnetosferi, atmosferi, oceanu, plašču ter v zunanjem jedru. Plašč je zelo viskozen, a se dolgoročno obnaša kot tekočina, kar potrjujejo pojavi, kot do izostazija, dvigovanje plaščnega materiala zaradi vzgona ter upogibanje skorje pod obtežitvijo in ob razbremenitvi. Tekoče obnašanje plašča je mehanizem poganjanja tektonike plošč, tekoče obnašanje materiala v zunanjem jedru pa je vir energije, ki poganja geodinamo.
Dinamika tekočin v geofiziki je pomembno orodje v fizični oceanografiji in v meteorologiji. Močan vpliv na dinamiko tekočin ima tudi rotacija Zemlje, kar poznamo pod izrazom Coriolisov efekt, ki v atmosferi povzroča nastanek Rossby-jevih valov ter vpliva na smer vrtenja neviht. V oceanu in Coriolisov efekt vpliv na nastanek Kelvinovih valov ter Ekmanovih spiral, v zunanjem jedru pa vpliva na nastanek Taylorjevih stebrov.

### Fizikalne lastnosti mineralov
Na podlagi poznavanja fizikalnih lastnosti mineralov lahko s pomočjo seizmologije, geotermalnega gradienta in drugih podatkov sklepamo o notranji sestavi Zemlje. Med preučevane lastnosti spadajo elastične lastnosti, fazni diagrami , točke tališč, enačbe stanj mineralov ter reološke lastnosti in zmožnosti tečenja kamnin. Kamnine se v kratkih časovnih obdobjih deformirajo z lomom, dolgoročno pa deformacija lahko poteka z lezenjem. Temperatura in tlak vplivata na viskoznost kamnin, ki vpliva gibanje tektonskih plošč.

## Globalna geofizika

### Velikost in oblika Zemlje
Zemlja ima obliko elipsoida, saj je na ekvatorju izbočena, kar je posledica Zemljinega vrtenja. Pri bolj natančnem opazovanju pa na obliko Zemlje vpliva tudi razporeditev njenih oceanov ter kontinentov ter dinamika tektonskih plošč.

### Sestava Zemlje
Na podlagi informacij, ki jih pridobimo iz seizmologije, toplotnega toka na površini ter fizikalnih lastnosti mineralov, lahko sklepamo na modele Zemljine notranjosti, ki opisujejo njeno sestavo, gostoto, temperaturo in tlak. Povprečna specifična gostota Zemljinih kamnin (5.515 g/m3) je znatno večja kot specifična gostota kamnin pri površju (2.7–3.3 g/m3). Iz česar sledi, da je globlji material gostejši. Naraščanje gostote z globino potrjuje tudi nizek vztrajnostni moment, ki bi po izračunu za Zemljo s stalno gostoto moral bitji večji. Gostota se z globino ne povečuje le zaradi sestave, ampak tudi zaradi učinka kompresije, njen delež vpliva na gostoto lahko izračunamo z Adams-Williamsonovo enačbo. 	
Pri proučevanju seizmičnih valov je leta 1936 danska seizmologinja Inge Lehmann odkrila diskontinuiteto med zunanjim tekočim in notranjim trdnim jedrom, ki je po njej bila poimenovana diskontinuiteta Lehmannove. Do odkritja je prišla na podlagi dejstva, da so v zunanjem jedru potovali samo P-valovi, ker tekočine nimajo strižne trdnosti, torej po njih S-valovi ne morejo potovati. Nasprotno pa sta skozi notranje jedro lahko potovali obe vrsti valov. Tekočino zunanjega jedra sestavlja visoko prevodna snov, zaradi katere ima Zemlja magnetno polje, notranje jedro pa je zaradi izrednih pritiskov trdno.
Na podlagi proučevanja seizmičnih zapisov teleseizmov, oddaljenih in močnih potresov, ki potujejo skozi celotno Zemljo, lahko določimo še ostale diskontinuitete seizmičnih hitrosti, ki označujejo pomembne sloje Zemlje. Tako je, med drugim, možno določiti notranje jedro, zunanje jedro, plašč, litosfero in skorjo. Plašč se deli še na D sloj, spodnji plašč, prehodno območje in zgornji plašč. Meja med plaščem in skorjo se po hrvaškem meteorologu in seizmologu Andriji Mohorovičiću imenuje Mohorovičićeva diskontinuiteta ali krajše MOHO. 
Seizmični model Zemlje ne obravnava sestave Zemljinih slojev, zato za popoln model Zemljine notranjosti potrebujemo še podatke o fizikalnih lastnostih mineralov, da lahko sklepamo o njeni sestavi. Ker so lastnosti mineralov v veliki meri odvisne od temperature, moramo poznati tudi spreminjanje geotermalnega gradienta, ki nam pove, kako se z globino spreminja temperatura v notranjosti Zemlje. Glavni model, ki se uporablja za določevanje zgradbe notranjosti Zemlje, je PREM (Preliminary Reference Earth Model), ki se v skladu z novimi dognanji stalno spreminja in izboljšuje. 

### Magnetosfera
V primeru, da ima planet dovolj močno magnetno polje, interakcija slednjega s Sončevim vetrom, tokom nabitih delcev, ustvari magnetosfero. Z vesoljskimi sondami so v preteklosti premerili Zemljino magnetno polje in ugotovili, da se proti Soncu razteza na dolžini približno desetih Zemljinih radijev. Pasovi v magnetosferi, v katerih se nahaja več nabitih delcev Sončevega vetra, se imenujejo Van Allenovi radiacijski pasovi.

## Geodezija in geofizika
Meritve v geofizikalnih raziskavah potekajo v točno določenem času v točno določenem prostoru, natančno določevanje lokacije in meritve gravitacije pa sta domeni geodezije, zato sta ena in druga znanost med seboj zelo povezani.
Absolutno pozicijo najpogosteje določamo z GPS (Global Positioning System) sistemi. Lokacija je določena v treh dimenzijah z izračunom na podlagi trajanja potovanja radijskega valovanja med sprejemnikom na Zemlji, ter štiri ali več vidnimi sateliti na nebu. Drugi način določanja položaja se imenuje optična astronomija, ki za izračun geodetskih koordinat uporablja astronomske koordinate in lokalni vektor gravitacije. Relativne položaje dveh ali več točk pa lahko določamo z VLBI metodo. 
Meritve gravitacije so v geodeziji pomembne, ker mora vpliv gravitacije na meritve biti znan, da lahko geodeti čim bolj natančno določijo koordinate. Meritve gravitacije na kopnem potekajo s pomočjo gravimetrov, ki se jih postavi po površini ali pa se obravnavano področje preleti s helikopterjem ali letalom. Od 60. let dvajsetega stoletja se Zemljino gravitacijsko polje lahko meri tudi s pomočjo analize gibanja satelitov. Leta 2002 je NASA izstrelila satelit GRACE (Gravity Recovery And Climate Experiment), kjer dva satelita na podlagi razdalje med njima ugotavljata razlike in spreminjanje gravitacijskega polja Zemlje. Meritve so bile tako natančne, da so zaznali spremembe gravitacije zaradi sprememb v oceanskih tokovih, odtoka padavinske vode, izkoriščanja podzemne vode ter taljenja ledenih pokrovov in ledenikov.